# 横山幸雄
横山 幸雄（よこやま ゆきお、1971年2月19日 - ）は、日本のピアニスト。
エリザベト音楽大学客員教授、名古屋芸術大学特別客員教授、広島大学客員教授、日本パデレフスキ協会会長。元上野学園大学教授。

## 略歴
- ピアノを伊達純、アンリエット・ピュイグ＝ロジェに[4]、作曲とソルフェージュを永冨正之に学ぶ[5]。
- 1984年 - 全日本学生音楽コンクール・ピアノ部門中学校の部で第1位。
- 1987年 - 東京芸術大学音楽学部附属音楽高等学校在学中にパリ国立高等音楽院にフランス政府給費留学生として留学。ジャック・ルヴィエ、ヴラド・ペルルミュテール、パスカル・ドヴァイヨンに師事。
- 1989年 - 第41回ブゾーニ国際ピアノコンクール第5位。
- 1989年 - ロン＝ティボー国際コンクールピアノ部門第3位。
- 1990年 - パリ国立高等音楽院卒業。
- 1990年 - 第12回ショパン国際ピアノコンクールにて第3位およびソナタ賞[注釈 1][6]を受賞。
- 1993年 - 横浜文化賞奨励賞受賞。
- 1999年 - 文化庁芸術選奨新人賞（音楽部門）受賞。
- 2000年 - ライブCD「ベートーヴェン12会/1998～1999」が第55回文化庁芸術祭レコード部門優秀賞を受賞。モービル音楽賞（奨励賞）受賞。
- 2003年 - 上野学園大学教授 (～2017年3月13日)、エリザベト音楽大学客員教授に就任。
- 2010年5月4日 - ショパンの全166曲を16時間弱かけて弾き通し、ギネス・ワールド・レコーズの「24時間でもっとも多い曲数を1人で弾いたアーティスト」に認定される[7]。
- 2011年5月3日～5月4日 - 未発表曲を含め、確認されているショパンの全ての独奏曲212曲を約18時間かけて暗譜で弾き通し、自身が持つ「24時間でもっとも多い曲数を1人で弾いたアーティスト」のギネス記録を更新。
- 2017年 - 上野学園の前理事長への役員報酬などで経営陣と対立、謹慎処分を受けた後に同大学教授の職を解雇される[8]。
- 2019年 - 名古屋芸術大学特別客員教授に就任。

## プライベート
- ワインに造詣が深く、日本ソムリエ協会認定資格である「ワインエキスパート」の資格を持っている。また、2007年3月に「リストランテG」（渋谷）、同6月に「リストランテ キメラ」（京都・祇園）の2店のイタリアレストランをオープンしている。「リストランテG」は2013年1月12日に閉店し、東京・南青山に移転して2013年2月7日「リストランテ　ペガソ」として営業を再開している。

## ディスコグラフィー
- ショパン:ノクターン第1集
- 横山幸雄 プレイエルによるショパン・ピアノ独奏曲全曲集1－12
- 横山幸雄（ピアノ）:「別れの曲」〜練習曲（全27曲）
- ベートーヴェン12会～ベートーヴェン:ピアノ作品全集～
- ベートーヴェン:ピアノ・ソナタ第14番
- グリーグ:ピアノ協奏曲&抒情小曲集(日本独自企画盤)
- ショパン:ピアノ協奏曲第1番
- プレイズ・シューマン2014
- リスト:超絶技巧練習曲(全曲)
- シェール・ショパン
- 横山幸雄/アンプロンプチュ
- 横山幸雄／プレイズ・モーツァルト2015
- プレイエルで弾くショパン・ベスト
- イマージュ Images
- バッハ:ゴールドベルク変奏曲
- Yukio plays Yokoyama
- ベートーヴェン:ピアノ・ソナタ
- 横山幸雄／ドビュッシー：前奏曲集（全曲）
- ベートーヴェン:ピアノ協奏曲全集
- ラ・カンパネラ~ヴィルトゥオーゾ名曲集
- ショパン:ノクターン第2集
- プレイズ・リスト2013
- ショパン:幻想即興曲
- チャイコフスキー：ピアノ協奏曲第1番
- 横山幸雄/雨だれのプレリュード〜ショパン名曲集
- 横山幸雄/ラフマニノフ:ピアノ協奏曲第2番 他